# Maratona (demo)
Maratona (in greco antico: Μαραθών?, Marathón) era un demo dell'Attica situato tra il monte Pentelico e il monte Parnete; la sua grande fama è dovuta principalmente alla vittoria ottenuta da Ateniesi e Plateesi su un contingente persiano nell'agosto o nel settembre 490 a.C. e alla leggendaria corsa dell'emerodromo Fidippide riportata da Luciano di Samosata, che ha ispirato l'omonima gara di atletica leggera.

## Etimologia
Il nome rimanda etimologicamente al finocchio, pianta largamente diffusa nella piana di Maratona e chiamata in greco antico: μάραθον o μάραθος?: letteralmente il nome della città significherebbe quindi luogo pieno di finocchi.
Il nome di Maratona veniva fatto derivare anche dall'eroe Maratone, che secondo Pausania era figlio del re di Sicione Epopeo ed era fuggito in Attica a causa della crudeltà di suo padre; secondo Plutarco Maratone accompagnò i Dioscuri in una spedizione in Attica e si sacrificò volontariamente prima della battaglia in virtù di un oracolo.

## Mitologia e religione
A Maratona secondo la mitologia il re di Atene Teseo uccise un toro che devastava la piana.
Gli abitanti di Maratona sostenevano di essere stati i primi a tributare onori divini ad Eracle, in onore del quale avevano eletto un santuario nella piana; la localizzazione di questo edificio, presso il quale si erano accampati i Greci prima della battaglia, è tuttora oggetto di dibattito.

## Geografia
La ricostruzione della morfologia della piana di Maratona del V secolo a.C. è sostanzialmente condivisa dagli storici, anche se la linea di costa, la natura della Grande Palude e la sua estensione non sono state definitivamente chiarite.
Maggiori problemi sono invece sorti nella localizzazione delle costruzioni ubicate nella piana, a cominciare dal demo di Maratona, che secondo alcuni ora è sott'acqua a causa dell'avanzamento della costa, secondo altri è da identificare con alcune rovine, secondo altri ancora era costituito solamente da case sparse. Ci sono varie teorie anche riguardo al santuario di Eracle e ai monumenti eretti dopo la battaglia.

## Storia

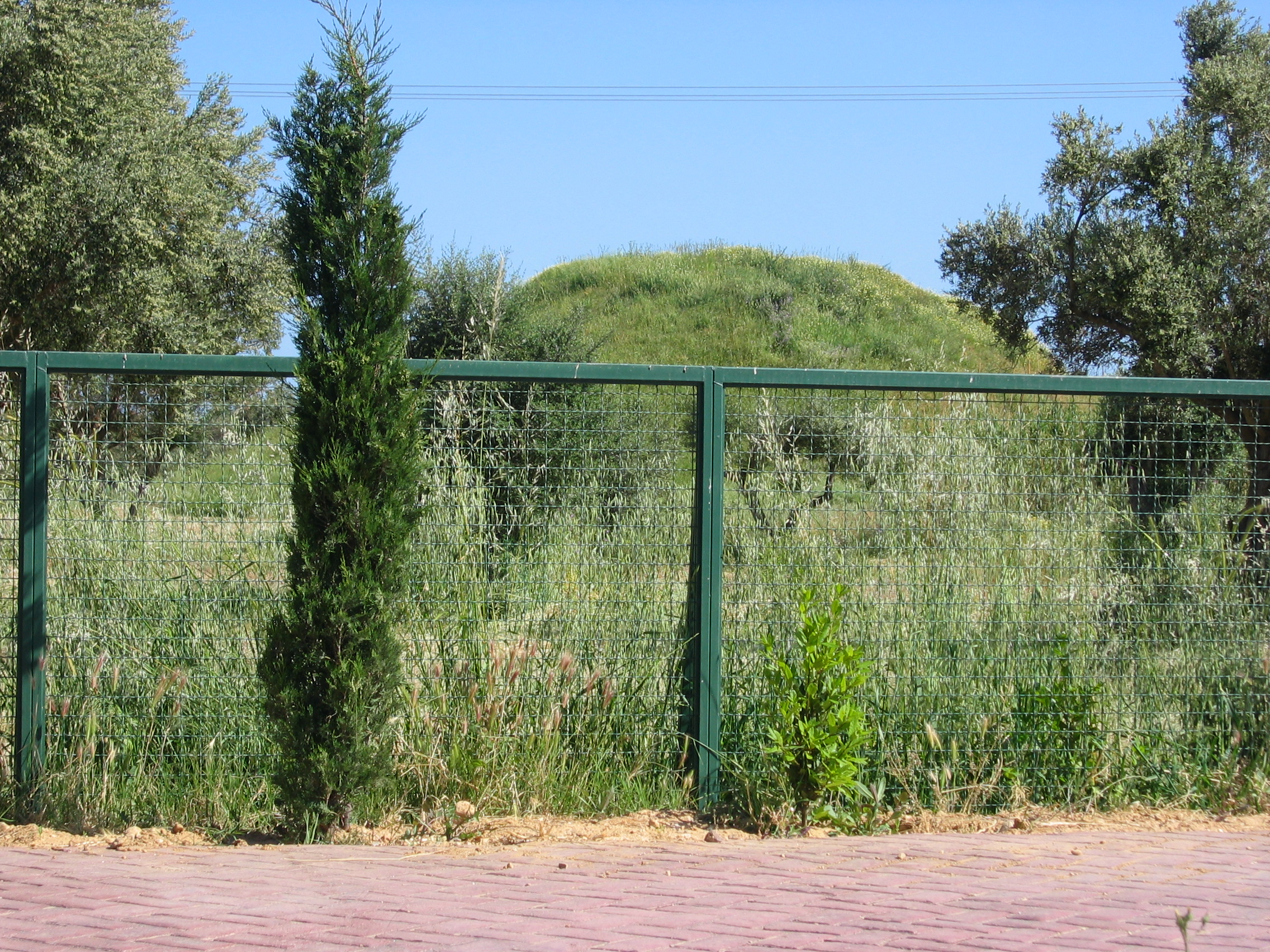
Il tumulo dove furono seppelliti i corpi degli Ateniesi caduti in battaglia.

Il demo di Maratona faceva parte della tetrapoli, uno dei dodici distretti in cui, secondo Strabone, il mitico re di Atene Cecrope aveva diviso l'Attica; dei quattro demi che formavano la tetrapoli era Maratona quello di gran lunga più importante. Anche se non esistono prove riguardo alla data della fondazione di Maratona, la presenza di una citazione nell'Odissea testimonia l'importanza di questo centro anche in quell'epoca remota.
Nel 545 a.C. Pisistrato sbarcò a Maratona, marciò su Atene e instaurò per la seconda volta una tirannide.
L'antica piana di Maratona fu sito della celebre battaglia di Maratona combattuta nel 490 a.C. durante la prima guerra persiana: in tale battaglia le poche unità radunate da Ateniesi e Plateesi riuscirono a sconfiggere l'esercito di Dario I, probabilmente in superiorità numerica.
Dopo che i Persiani furono partiti alla volta di Capo Sunio per piombare su Atene, compiendo una mossa che secondo alcuni storici avrebbero voluto realizzare prima dello scontro, gli Ateniesi accorsero in città lasciando pochi contingenti sul campo di battaglia. Arrivati gli Ateniesi in città, i Persiani rinunciarono all'attacco, facendo ritorno in Asia. Forse potrebbero essere stati gli Alcmeonidi a dare un segnale ai Persiani usando uno scudo, ma sulla veridicità di questo fatto ci sono molti dubbi.
A memoria di quel celebre scontro rimane il tumulo dei caduti ateniesi, 192 secondo la tradizione, eretto subito dopo la battaglia, circondato da un parco e contraddistinto dalla presenza di una lapide commemorativa.
Sembra che all'epoca di Plinio il Vecchio il villaggio di Maratona fosse scomparso.
Nel 2001 Maratona contava 23 974 abitanti.

## La maratona moderna

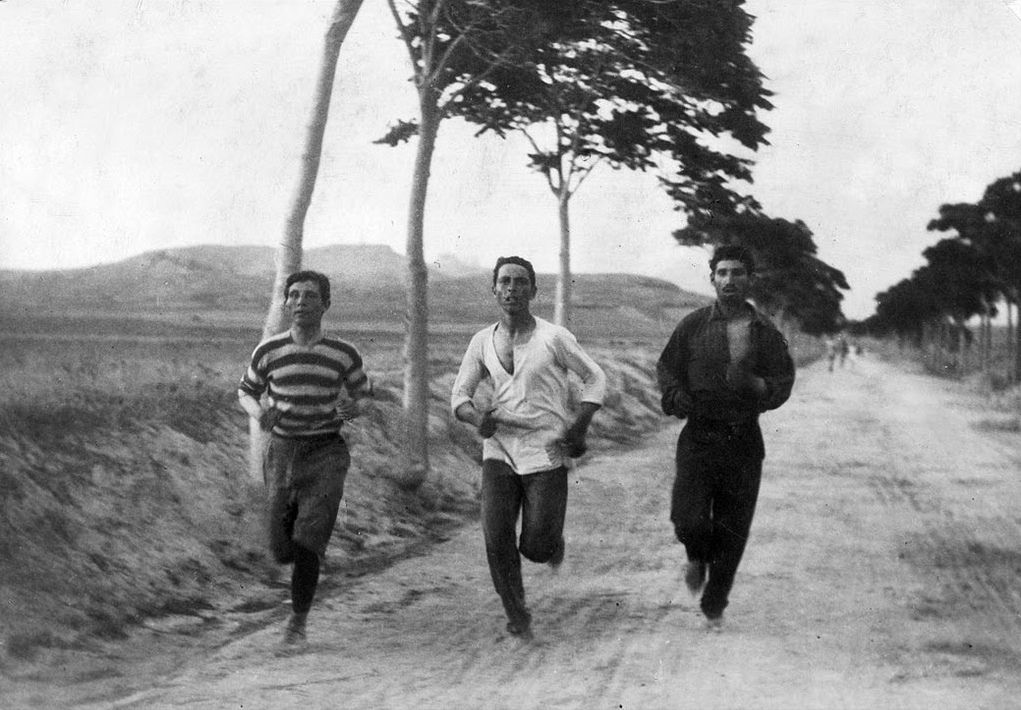
La maratona durante la Prima Olimpiade.

Verso la fine del XIX secolo si concretizzò l'idea di dare vita a dei nuovi Giochi olimpici: tale proposta venne avanzata da Pierre de Coubertin. Quando si cercò una manifestazione che potesse richiamare l'antica gloria della Grecia, la scelta cadde sulla corsa della maratona, che era stata proposta da Michel Bréal. Anche il fondatore appoggiò tale scelta, che vide la luce durante la prima olimpiade moderna, che si tenne ad Atene nel 1896.
Nella necessità di stabilire una distanza standard da percorrere durante la gara, si decise di fare riferimento alla leggenda di Fidippide. I maratoneti dovettero perciò correre da Maratona allo stadio Panathinaikos di Atene (per una distanza di circa 40 chilometri), e la prima edizione venne vinta proprio da un greco, Spyridōn Louīs. L'evento divenne ben presto largamente popolare e molte città cominciarono ad organizzarne di annuali. La distanza venne fissata ufficialmente a 42 chilometri e 195 metri successivamente, nel 1921.